# Kakodil-oxid
A kakodil-oxid arzénorganikus vegyület, képlete [(CH3)2As]2O. Elsősorban tudománytörténeti szempontból jelentős, ezt a vegyületet tekintik az első fémorganikus vegyületnek, amelyet viszonylag tiszta formában előállítottak. 1757-ben Louis-Claude Cadet de Gassicourt francia gyógyszerész kálium-acetát és arzén-trioxid hevítésével rendkívül kellemetlen szagú folyadékot nyert, eredményeit 1760-ban publikálták. A termék kakodil és kakodil-oxid keveréke volt.
A kakodil nevet Robert Wilhelm Bunsen adta az anyagnak a görög kakodész (κακώδης = büdös, rossz szagú) szó alapján.

## Fordítás
Ez a szócikk részben vagy egészben  a   Cacodyl oxide című angol Wikipédia-szócikk ezen változatának fordításán alapul.  Az eredeti cikk szerkesztőit annak laptörténete sorolja fel. Ez a jelzés csupán a megfogalmazás eredetét és a szerzői jogokat jelzi, nem szolgál a cikkben szereplő információk forrásmegjelöléseként.